# Moacir
Pour le footballeur né en 1970, voir Moacir (football, 1970).
Moacir Claudino Pinto da Silva, plus communément appelé Moacir né le 18 mai 1936 à São Paulo, est un footballeur international brésilien évoluant au poste de milieu offensif.

## Biographie

### Carrière en club
Moacir évolue cinq saisons au Brésil, de 1956 à 1961, avec le Flamengo. En 1961, il rejoint le club argentin de River Plate pour une saison avant de s'engager pour le club uruguayen du Peñarol. En 1963, Moacir quitte l'Uruguay pour l'Équateur et le CD Everest puis le Barcelona Sporting Club en 1964. Il termine sa carrière au Carlos A. Mannucci de la ville de Trujillo au Pérou.

### Carrière en équipe nationale
Il est sélectionné en équipe du Brésil de football où il joue six matchs et remporte la Coupe du monde de football de 1958, sans toutefois avoir disputé une seule minute dans cette compétition.

#### Buts en sélection
| Buts en sélection de Moacir | Buts en sélection de Moacir | Buts en sélection de Moacir             | Buts en sélection de Moacir | Buts en sélection de Moacir | Buts en sélection de Moacir | Buts en sélection de Moacir |
|                             | Date                        | Lieu                                    | Adversaire                  | Score                       | Résultat                    | Compétition                 |
| --------------------------- | --------------------------- | --------------------------------------- | --------------------------- | --------------------------- | --------------------------- | --------------------------- |
| 1.                          | 14 mai 1958                 | Stade Maracanã, Rio de Janeiro (Brésil) | Bulgarie                    | 2-0                         | 4-0                         | Match amical                |
| 2.                          | 14 mai 1958                 | Stade Maracanã, Rio de Janeiro (Brésil) | Bulgarie                    | 3-0                         | 4-0                         | Match amical                |

### Après-carrière
Moacir décide de s'installer en Équateur, où il vit toujours, et s'exerce comme entraîneur de jeunes. En 2008, il retourne au Brésil, invité par le Président 'Lula' da Silva, dans le cadre de la commémoration des 50 ans de la première Coupe du monde remportée par le Brésil en Suède.

## Palmarès
Avec l'équipe du Brésil de football
- Vainqueur de la Coupe du monde de football de 1958.
- Vainqueur de la Copa Roca en 1957.
- Vainqueur de la Copa del Atlántico en 1960.

Avec le Clube de Regatas do Flamengo
- Vainqueur du Tournoi Rio-São Paulo de football en 1961.

Avec le CA Peñarol
- Vainqueur du Championnat d'Uruguay de football en 1962.

Avec le Barcelona SC
- Vainqueur du Championnat d'Équateur de football en 1966.